# 木村憲治
木村 憲治（きむら けんじ、1945年7月19日 - ）は、日本の元男子バレーボール選手、指導者。第10代日本バレーボール協会会長、日本バレーボールリーグ機構元代表理事会長。

## 経歴・人物
東京都世田谷区出身。目黒区立第十一中学校においてはエースアタッカーとして活躍し、東京都立目黒高等学校を経て、中央大学に進学。1967年のユニバーシアード東京大会に出場し、金メダル獲得に貢献。1968年に日本リーグの松下電器に入部。
1968年にバレーボール日本男子代表（全日本）に選出される。代表選手としてラトビア遠征で試合に出場した際に自分のスパイクが4本連続で相手のブロックに止められたため、交代させられた。その時に監督の松平康隆から「お前は（世界の中では）背が低いことが判ったか。もう（代表には）いらないぞ」と言われた。木村自身の身長はその当時、185cm近くあったのだが世界では小さい部類に入ることを思い知られた上、松平の言葉にショックを受けた。そして代表生き残りをかけて「人がやっていないことをやってやろう」という思いで必死になって新戦法を編み出した。それが「Bクイック」であったという。
1972年のミュンヘンオリンピックでは金メダル獲得に貢献した。現役引退後は、松下電器のコーチ、監督、総監督を歴任。松下電器産業本社では特品マーケティング本部長を務め、製品市場調査の責任者でもあった。
出身チームのパンサーズジュニアチームのゼネラルマネージャーを務めた。
2010年から2015年にかけて日本バレーボールリーグ機構の代表理事会長を務め、2015年6月から2017年6月にかけて第10代日本バレーボール協会会長を務めた。。

## 球歴
- 全日本代表としての主な国際大会出場歴
  - オリンピック - 1968年、1972年
  - 世界選手権 - 1966年、1970年、1974年
  - ワールドカップ - 1965年、1969年

## 受賞歴
- 1968年度 - 第2回日本リーグ 敢闘賞、ベスト6
- 1969年度 - 第3回日本リーグ ベスト6
- 1970年度 - 第4回日本リーグ ベスト6、レシーブ賞
- 1971年度 - 第5回日本リーグ ベスト6、レシーブ賞
- 1972年度 - 第6回日本リーグ ベスト6